# Lista de prefeitos de Timóteo

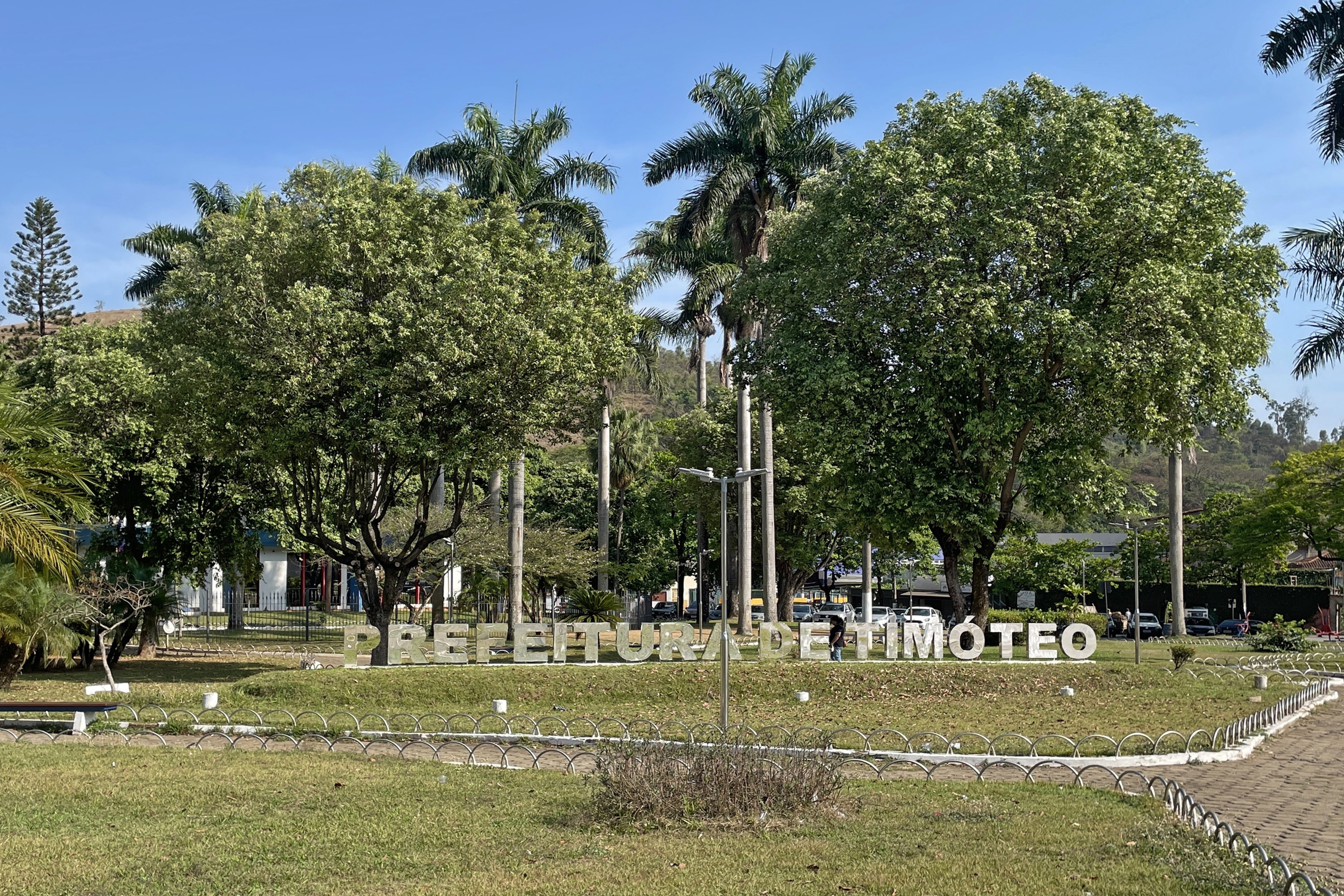
Paço Municipal de Timóteo, no bairro São José, onde estão localizadas as sedes da Prefeitura e da Câmara Municipal.

Essa é a lista de prefeitos de Timóteo, município brasileiro no interior do estado de Minas Gerais, que ocuparam o cargo da administração municipal após a emancipação política da cidade. Timóteo se emancipou de Coronel Fabriciano em abril de 1964, quando foi empossado interinamente pelo governador José de Magalhães Pinto o intendente Virico Fonseca. No entanto, José Antônio de Araújo foi o primeiro prefeito eleito, tendo assumido o cargo em 3 de dezembro de 1965.
A administração municipal se dá pelos Poderes Executivo e Legislativo, sendo o primeiro representado pelo prefeito e seu gabinete de secretários, em conformidade ao modelo proposto pela Constituição Federal. Além do intendente Virico Fonseca, outras 14 pessoas estiveram à frente do cargo mediante eleição, nomeação indireta ou interinamente. O prefeito que venceu a eleição municipal de 2024, por sua vez, foi Vitor Vicente do Prado (Capitão Vitor), eleito pelo Republicanos para seu primeiro mandato.

## Prefeitos de Timóteo
| Nº | Prefeito(a)                              | Partido      | Início do mandato      | Fim do mandato                   | Observações | Referências e notas |
| -- | ---------------------------------------- | ------------ | ---------------------- | -------------------------------- | --- | ------------------- |
| 1  | Virico Fonseca                           | UDN          | 29 de abril de 1964    | 3 de dezembro de 1965            | Intendente nomeado pelo Governador José de Magalhães Pinto após a emancipação do município                                                      | [ 1 ] [ 2 ]         |
| 2  | José Antônio de Araújo                   | PSD          | 3 de dezembro de 1965  | 15 de novembro de 1966           | Prefeito eleito em sufrágio universal | [ 7 ]               |
| 3  | Jaimar de Castro Coura                   | MDB          | 15 de novembro de 1966 | 15 de novembro de 1970           | Prefeito eleito em sufrágio universal | [ 7 ]               |
| 4  | Antônio Silva                            | MDB          | 15 de novembro de 1970 | 15 de novembro de 1972           | Prefeito eleito em sufrágio universal | [ 7 ]               |
| 5  | Jésus Martins de Assis                   | MDB          | 15 de novembro de 1972 | 15 de novembro de 1976           | Prefeito eleito em sufrágio universal | [ 7 ]               |
| 6  | Geraldo dos Reis Ribeiro                 | MDB          | 15 de novembro de 1976 | 15 de novembro de 1982           | Prefeito eleito em sufrágio universal | [ 7 ]               |
| 7  | Leonardo Rodrigues Lelé da Cunha         | PMDB         | 15 de novembro de 1982 | 1º de janeiro de 1989            | Prefeito eleito em sufrágio universal | [ 7 ]               |
| 8  | Geraldo Nascimento de Oliveira           | PT           | 1º de janeiro de 1989  | 1º de janeiro de 1993            | Prefeito eleito em sufrágio universal | [ 7 ]               |
| —  | Leonardo Rodrigues Lelé da Cunha         | PMDB         | 1º de janeiro de 1993  | 1º de janeiro de 1997            | Prefeito eleito em sufrágio universal | [ 7 ]               |
| 9  | José Anchieta de Mattos Pereira Poggiali | PSDB         | 1º de janeiro de 1997  | 1º de janeiro de 2001            | Prefeito eleito em sufrágio universal | [ 7 ]               |
| —  | Geraldo Nascimento de Oliveira           | PT           | 1º de janeiro de 2001  | 1º de janeiro de 2005            | Prefeito eleito em sufrágio universal | [ 8 ]               |
| —  | Geraldo Nascimento de Oliveira           | PT           | 1º de janeiro de 2005  | 20 de setembro de 2006           | Prefeito reeleito em sufrágio universal | [ 9 ]               |
| —  | Leonardo Rodrigues Lelé da Cunha         | PMDB         | 20 de setembro de 2006 | 20 de novembro de 2006           | Segundo colocado das eleições que foi empossado após a cassação do titular e do seu vice                                                        | [ 9 ]               |
| —  | Geraldo Nascimento de Oliveira           | PT           | 20 de novembro de 2006 | 23 de outubro de 2007            | Prefeito reeleito teve seu retorno autorizado mediante liminar aprovada pela corte eleitoral                                                    | [ 9 ]               |
| 10 | Geraldo Hilário Torres                   | PSDB         | 13 de novembro de 2007 | 13 de dezembro de 2007           | Vice do segundo colocado das eleições que foi empossado após a cassação do prefeito e seu vice e pendência jurídica do segundo colocado titular | [ 9 ]               |
| —  | Geraldo Nascimento de Oliveira           | PT           | 13 de dezembro de 2007 | 2 de julho de 2008               | Prefeito reeleito teve seu retorno autorizado mediante liminar aprovada pela corte eleitoral                                                    | [ 9 ] [ 10 ]        |
| —  | Geraldo Hilário Torres                   | PSDB         | 2 de julho de 2008     | 1º de janeiro de 2009            | Vice do segundo colocado das eleições que tomou posse após a cassação do prefeito e seu vice ser aceita pelo TSE                                | [ 11 ] [ 12 ]       |
| —  | Geraldo Hilário Torres                   | PDT          | 1º de janeiro de 2009  | 9 de setembro de 2010            | Prefeito eleito em sufrágio universal | [ 13 ]              |
| 11 | Sérgio Mendes Pires                      | PSB          | 9 de setembro de 2010  | 1º de janeiro de 2013            | Segundo colocado das eleições que foi empossado após a cassação do prefeito e seu vice                                                          | [ 13 ]              |
| 12 | Keisson Drumond                          | PT           | 1º de janeiro de 2013  | 1º de janeiro de 2017            | Prefeito eleito em sufrágio universal | [ 14 ]              |
| —  | Geraldo Hilário Torres                   | PP           | 1º de janeiro de 2017  | 14 de maio de 2018               | Prefeito eleito em sufrágio universal | [ 15 ]              |
| 13 | Adriano Costa Alvarenga                  | PMB          | 14 de maio de 2018     | 13 de julho de 2018              | Presidente da Câmara Municipal empossado após cassação do mandato do prefeito                                                                   | [ 15 ]              |
| 14 | Douglas Willkys Alves Oliveira           | PSB          | 13 de julho de 2018    | 1º de janeiro de 2021            | Prefeito eleito em pleito suplementar | [ 16 ] [ 17 ]       |
| 14 | Douglas Willkys Alves Oliveira           | PSB          | 1º de janeiro de 2021  | 1º de janeiro de 2025            | Prefeito reeleito em sufrágio universal | [ 18 ]              |
| 15 | Vitor Vicente do Prado, Capitão Vitor    | Republicanos | 1º de janeiro de 2025  | 1º de janeiro de 2029 (previsão) | Prefeito eleito em sufrágio universal | [ 4 ]               |